# Конверс (Індіана)
Конверс (англ. Converse) — місто (англ. town) в США, в округах Маямі і Грант штату Індіана. Населення — 1161 особа (2020).

## Географія
Конверс розташований за координатами 40°34′44″ пн. ш. 85°52′26″ зх. д. / 40.57889° пн. ш. 85.87389° зх. д. (40.578863, -85.873893).  За даними Бюро перепису населення США в 2010 році місто мало площу 2,33 км², з яких 2,32 км² — суходіл та 0,01 км² — водойми.

## Демографія
Згідно з переписом 2010 року, у місті мешкало 1265 осіб у 489 домогосподарствах у складі 337 родин. Густота населення становила 543 особи/км².  Було 553 помешкання (237/км²).
Расовий склад населення:
| - 97,5 % — білих - 0,2 % — корінних американців - 0,1 % — вихідців з тихоокеанських островів - 0,1 % — чорних або афроамериканців - 0,1 % — азіатів - 1,1 % — осіб інших рас |

До двох чи більше рас належало 0,9 %. Частка іспаномовних становила 4,2 % від усіх жителів.
За віковим діапазоном населення розподілялося таким чином: 29,7 % — особи молодші 18 років, 57,5 % — особи у віці 18—64 років, 12,8 % — особи у віці 65 років та старші. Медіана віку мешканця становила 36,9 року. На 100 осіб жіночої статі у місті припадало 92,8 чоловіків;  на 100 жінок у віці від 18 років та старших — 90,8 чоловіків також старших 18 років.
Середній дохід на одне домашнє господарство  становив 47 045 доларів США (медіана — 37 159), а середній дохід на одну сім'ю — 54 200 доларів (медіана — 50 804). Медіана доходів становила 39 375 доларів для чоловіків та 29 844 долари для жінок. За межею бідності перебувало 14,5 % осіб, у тому числі 23,7 % дітей у віці до 18 років та 9,8 % осіб у віці 65 років та старших.
Цивільне працевлаштоване населення становило 603 особи. Основні галузі зайнятості: освіта, охорона здоров'я та соціальна допомога — 24,2 %, виробництво — 17,9 %, роздрібна торгівля — 14,8 %, мистецтво, розваги та відпочинок — 14,1 %.